# Francourt
Francourt é uma comuna francesa na região administrativa de Borgonha-Franco-Condado, no departamento de Alto Sona. Estende-se por uma área de 7,04 km². Em 2010 a comuna tinha 105 habitantes (densidade: 14,9 hab./km²).